# Krokgölen, Småland
Krokgölen är en sjö i Hultsfreds kommun i Småland och ingår i Emåns huvudavrinningsområde.